# Białka (přítok Divoké Orlice)
Białka je horský potok v Orlické oblasti Bystřických hor, v Dolnoslezském vojvodství v Polsku, na území historického Kladska. Potok o délce asi 3 km patří do úmoří Severního moře a je levým přítokem řeky Divoká Orlice.

## Průběh toku
Pramen se nachází v nadmořské výšce přibližně 805 m v oblasti nazývané Twarde Źródło, na severozápadním úbočí hory Biesiec v Bystřických horách, jihozápadně od obce Polanica-Zdrój. Protéká mírným svahem mokřadů smrkového lesa, západním směrem na přírodní rezervaci Torfowisko pod Zieleńcem, kde se v nadmořské výšce přibližně 750 m vlévá do Divoké Orlice.